# Enrique Carbajal González
Enrique Carbajal González ook wel bekend als Sebastián (Camargo, 16 november 1947) is een Mexicaanse schilder en beeldhouwer.

## Leven en werk
Carbajal González werd geboren in Camargo en groeide op in Chihuahua, de hoofdstad van de deelstaat Chihuahua in het noorden van Mexico. Hij studeerde vanaf 1964 aan de kunstfaculteit, de Escuela Nacional de Artes Plásticas (ENAP), van de Nationale Autonome Universiteit van Mexico in Mexico. In 1968 had hij zijn eerste expositie met keramische werken in het Museo de Arte in Ciudad Juárez.
Vanaf 1968 legde Carbajal González zich toe op het creëren van monumentale geometrische en architecturale sculpturen. Zijn werken, veelal toegangspoorten tot de stad, bevinden zich in vele steden in Mexico. In andere landen, zoals de Verenigde Staten, Canada, Japan en Ierland zijn het vaak tekenen van vriendschap. Meer dan 150 stalen sculpturen van zeer groot formaat (tientallen meters hoog) heeft de kunstenaar op zijn naam staan.

## Werken (selectie)
- Cabeza de caballo, Mexico-Stad
- La Puerta de Chihuahua, Chihuahua
- La Puerta del Sol, Nuevo Campus Universitario UACH, Chihuahua
- Árbol de la Vida, Chihuahua
- La Guirnalda, Parque Central El Palomar, Chihuahua
- El Angel, Puebla in de deelstaat Puebla
- Pez Vela, Jardín Obregón in Manzanillo (deelstaat Colima)
- Monumento la Palma, Camino real de Colima, Colima
- Monumento al Quijote, Vía Complutense in Alcalá de Henares (Spanje)
- El Trono de Nezahualcyotl (1978), Beelden in de VanDusen Botanical Garden in Vancouver (Canada)
- La Puerta de Monterrey (1985), Santa Catarina
- El Caballito (1992), Paseo de La Reforma in Mexico-Stad
- La Porte de l'amitié (1993), Île Sainte-Hélène in Montreal (Canada)
- Tsura (1995), Kadoma (Osaka) in Japan
- Arco Fénix, Sakai (Osaka) in Japan
- Los Arcos del 3er Milenio (2000), Jardines del Bosque in Guadalajara
- Pez Vela (2002), Lower Landing Park in Saint Paul (Minnesota) (Verenigde Staten)
- Awaiting the Mariner (2002), Dublin (Ierland)
- The Torch of Friendship (2002), San Antonio (Texas) (Verenigde Staten)
- El Limonero, Árbol de la Vida (2004), Tecomán (Colima)
- La Puerta de Torreón (2004) in Torreón (Coahuila)
- La Gran Puerta de México (2007), Centro Cultural Olímpico in Matamoros
- Columna de corazones (2007), Centro de Rehabilitación Infantil in Mexico
- Arauca (2008), Veracruz in de deelstaat Veracruz
- El Coyote Hambriento (2008), Nezahualcóyotl

## Fotogalerij

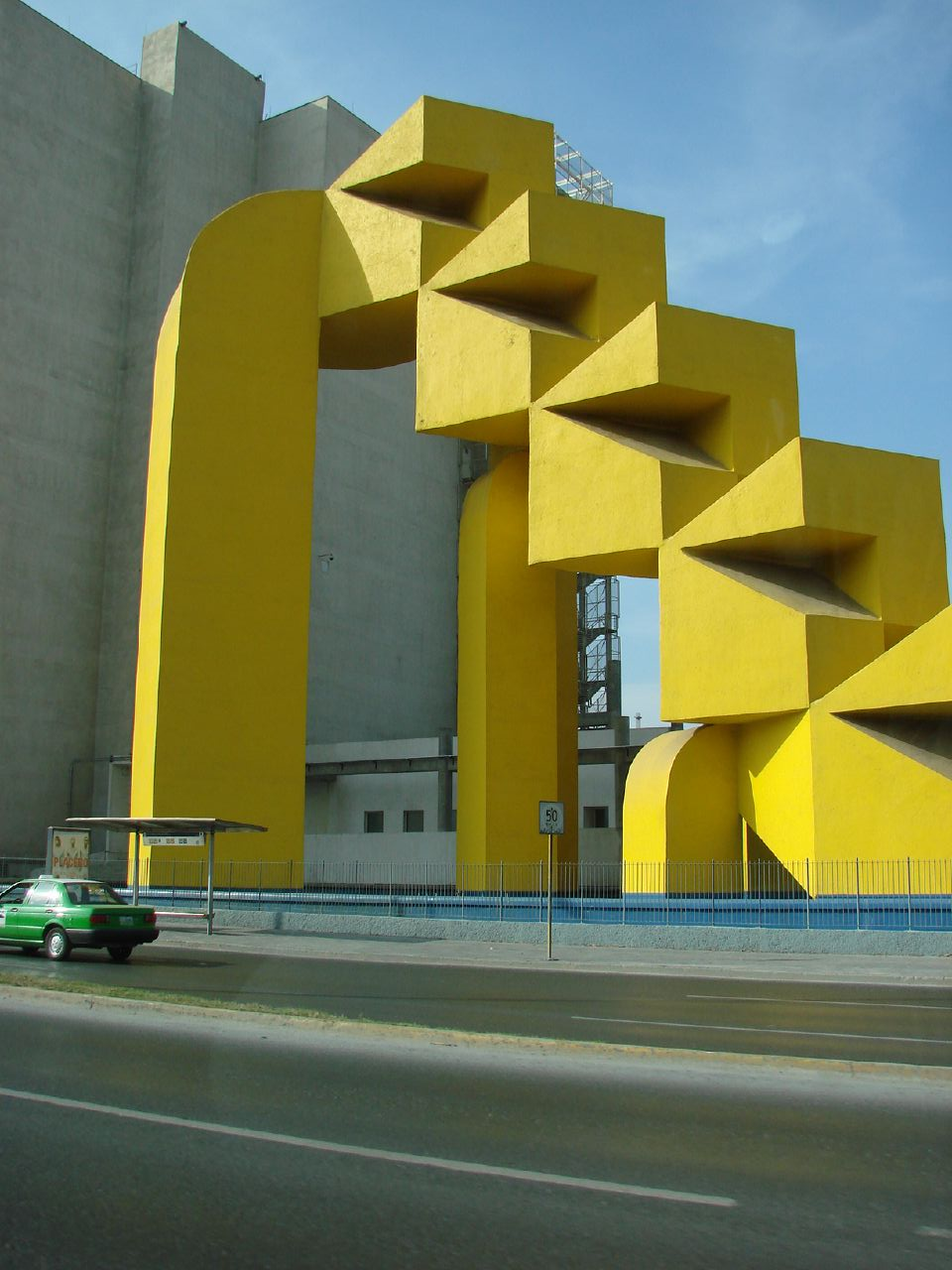
Fuente de los Lirios in Monterrey
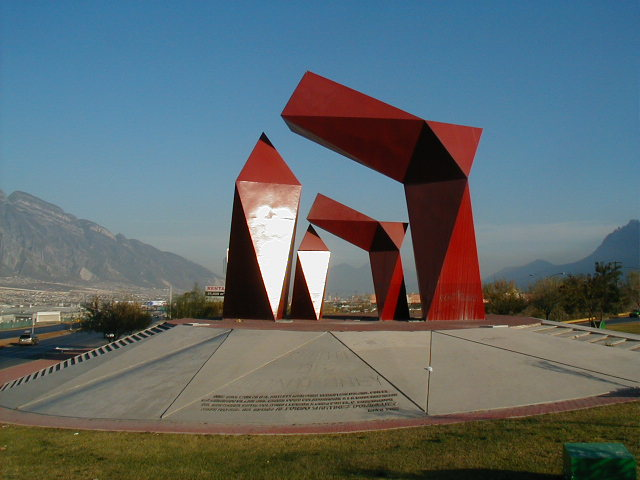
La Puerta de Monterrey in Santa Catarina
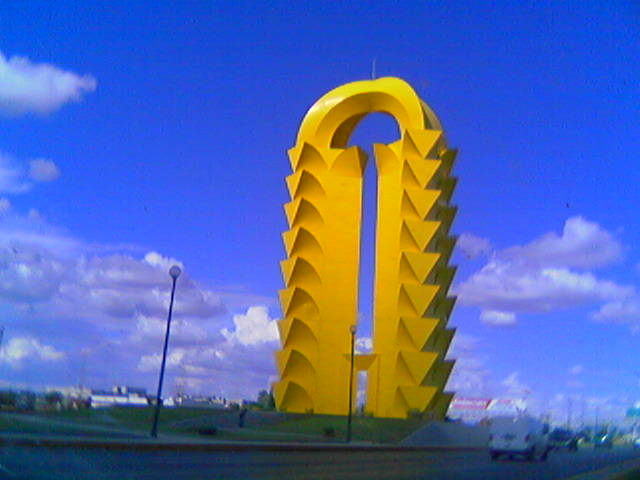
La Puerta de Torreón in Torreón
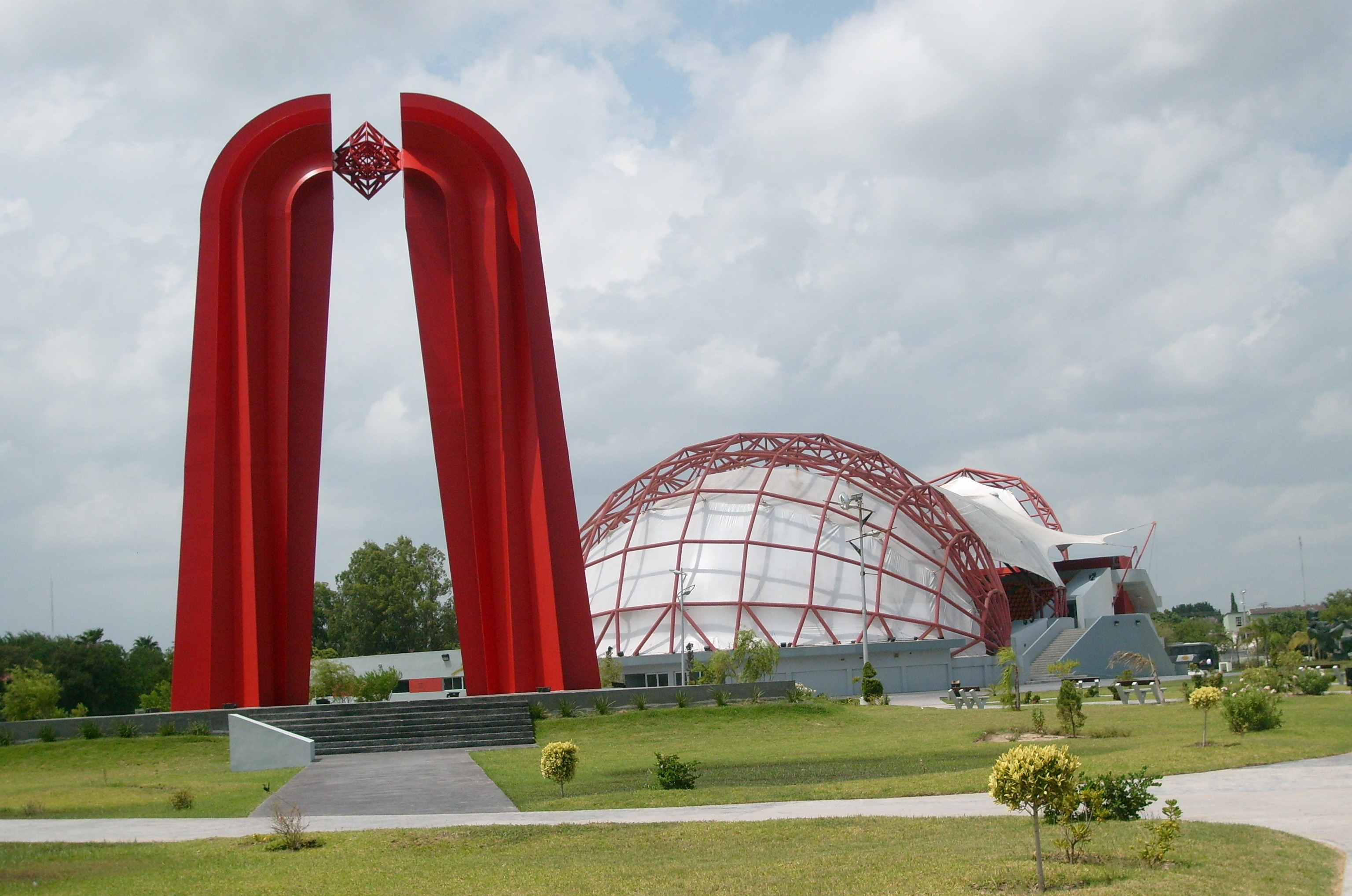
La Gran Puerta de México in Matamoros
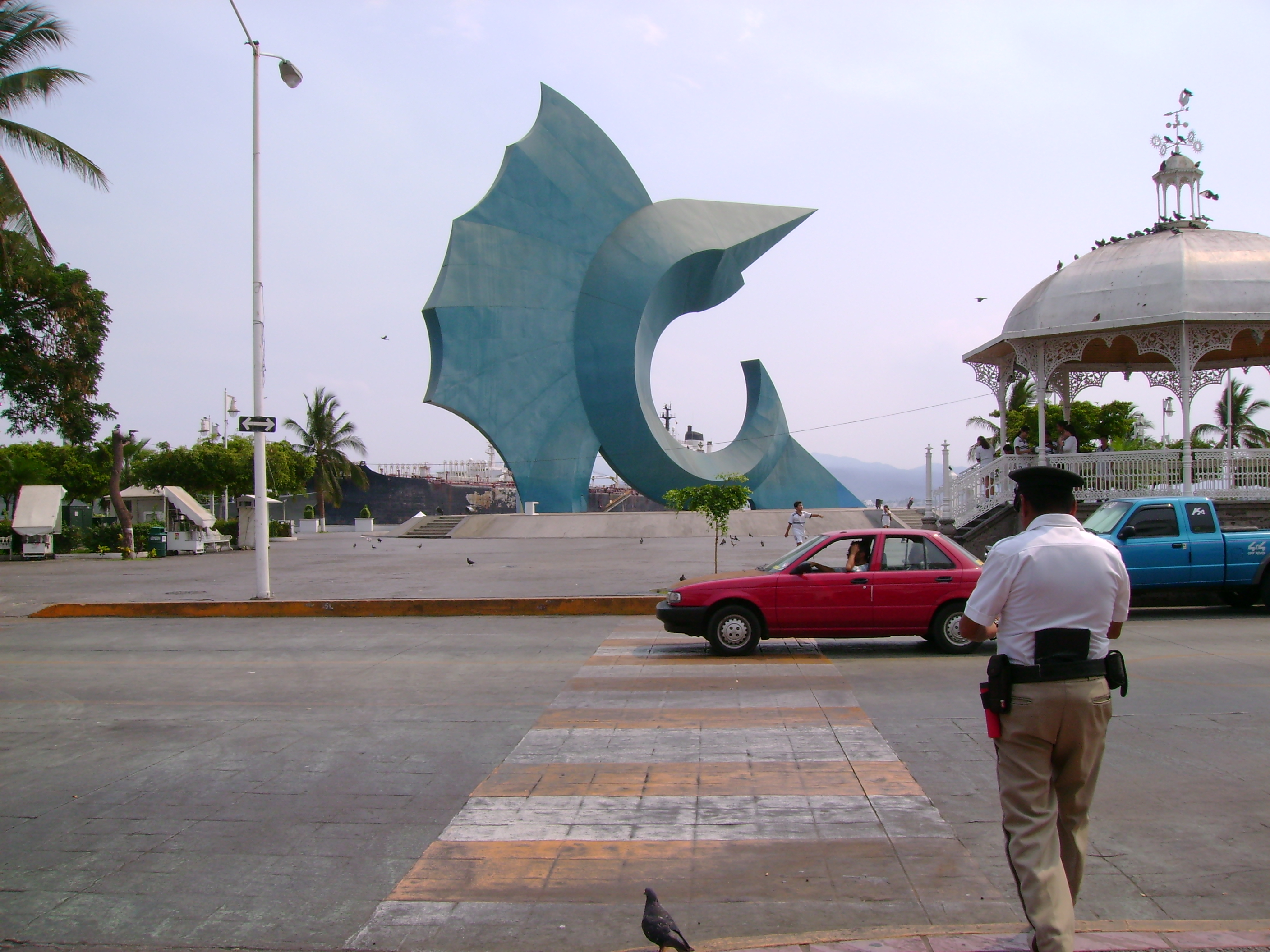
Pez Vela in Manzanillo
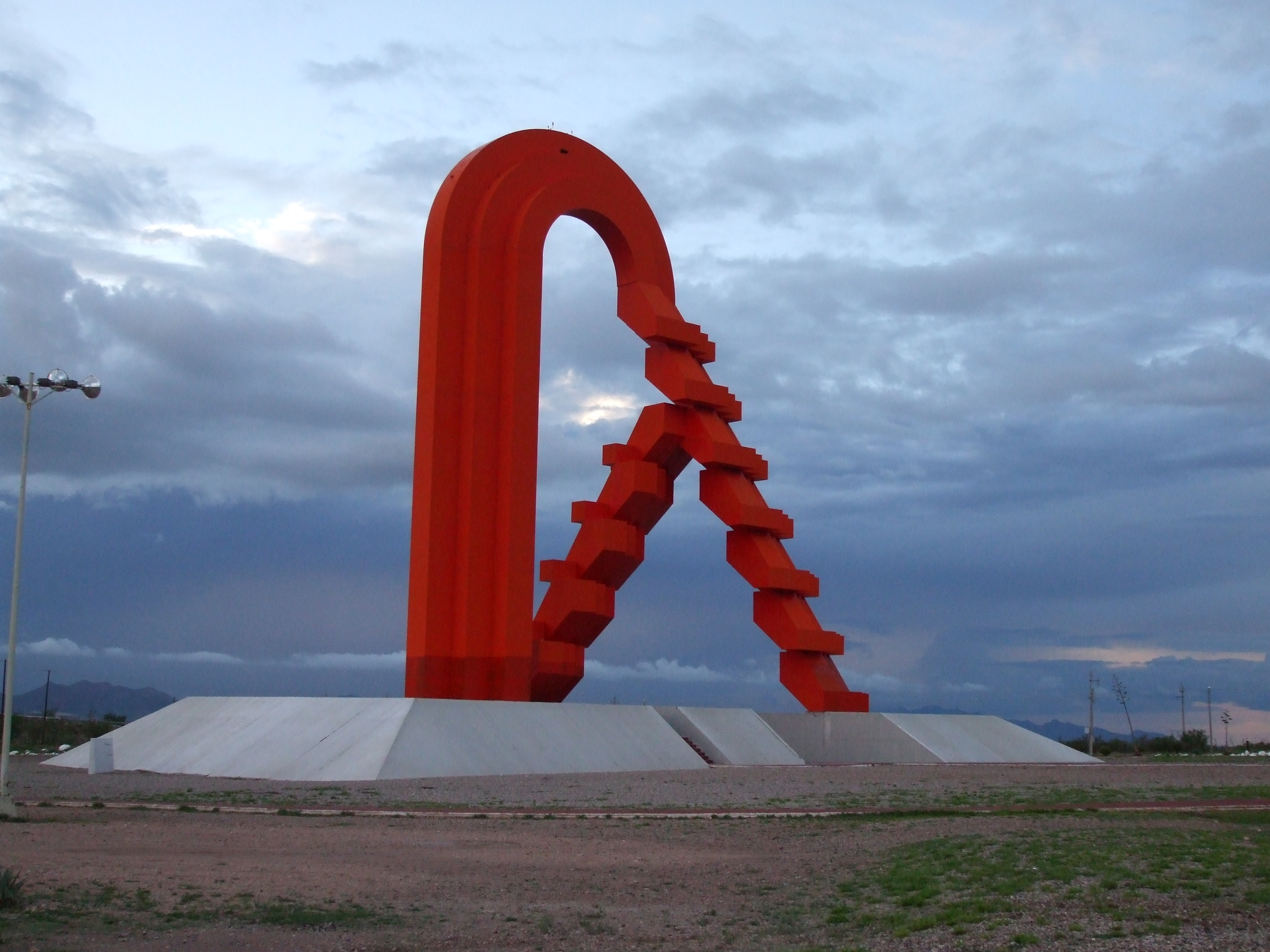
Puerta de Chihuahua in Chihuahua
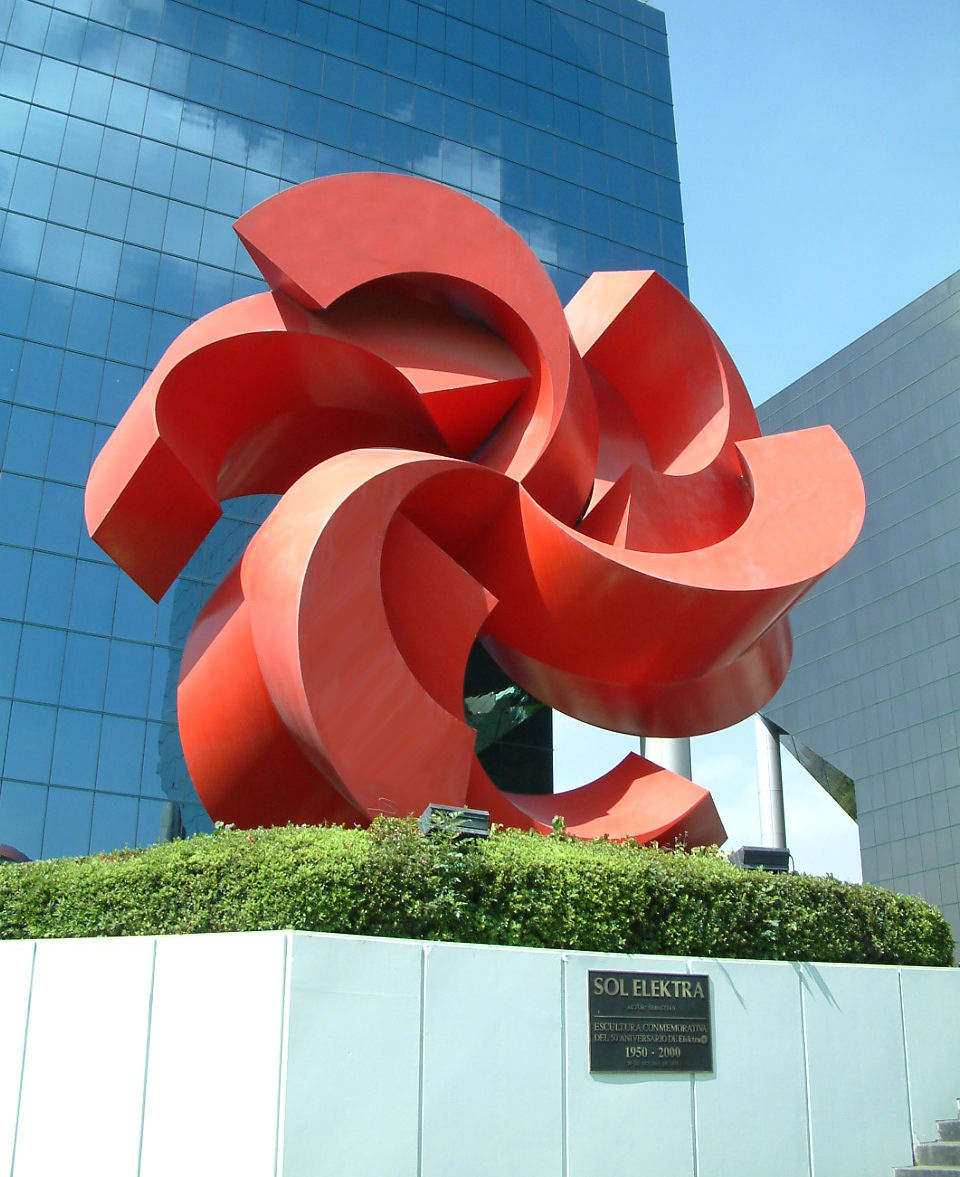
Sol Elektra (2000)
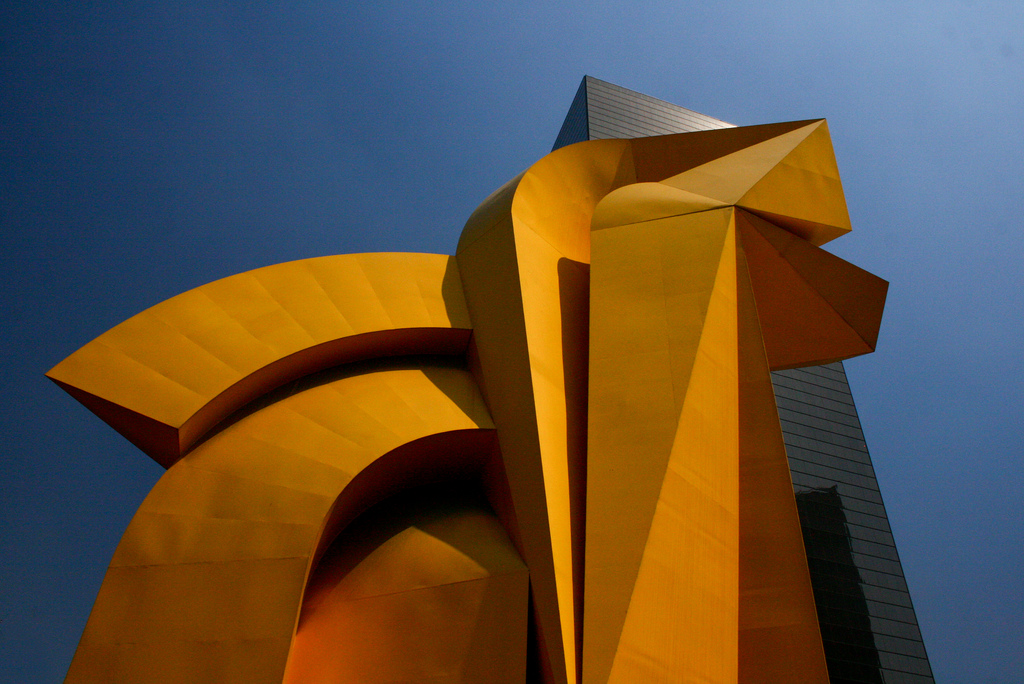
El Caballito (1992) in Mexico-Stad